# Phanaeus zoque
Phanaeus zoque es una especie de escarabajo del género Phanaeus, familia Scarabaeidae. Fue descrita científicamente por Moctezuma and Halffter en 2017.
Se distribuye por México. Mide aproximadamente 13,9 milímetros de longitud. Cabeza negra con verde metálico, con cuerno cefálico negro, delgado y fuertemente curvado.